# Chiesa di San Pietro in Vincoli (Settimo Torinese)
La chiesa di San Pietro in Vincoli è la parrocchiale di Settimo Torinese, in città metropolitana e arcidiocesi di Torino; fa parte del distretto pastorale Torino Nord.

## Storia
La prima citazione di una chiesa intitolata a san Pietro risale al 1146, mentre la pieve, dedicata a santa Maria, fu menzionata per la prima volta nel 1173.
La chiesetta di San Pietro in Vincoli fu eretta a parrocchiale nel XVII secolo; l'edificio venne ampliato nel 1810 mediante la costruzione del coro e del presbiterio, mentre sei anni dopo si provvide a consolidare le fondamenta.
Nel 1892 fu posato il pavimento in seminato del presbiterio e, cinque anni dopo, la facciata venne rimaneggiata e il campanile rialzato; negli anni settanta, in ossequio alle norme postconciliari, si procedette alla realizzazione del nuovo altare rivolto verso l'assemblea.

## Descrizione

### Esterno
La facciata a salienti della chiesa, rivolta a settentrione e suddivisa da cornici in due registri scanditi da paraste, presenta in quello inferiore i tre portali d'ingresso, il maggiore dei quali protetto dal protiro sorretto da due colonne tuscaniche, e in quello superiore, che è affiancato da due volute, un grande affresco raffigurante una scena sacra.
Annesso alla parrocchiale è il campanile a base quadrata, suddiviso da cornici marcapiano in più ordini; la cella presenta su ogni lato una monofora ed è coperta dalla guglia piramidale.

### Interno
L'interno dell'edificio, sviluppato su un impianto a croce latina, è suddiviso da una serie di arcate a tutto sesto rette da pilastri decorati con lesene ioniche in tre navate, sulle quali si aprono quattro cappelle per lato; l'ampia navata centrale è scandita in cinque campate coperte da volte a crociera, riccamente ornate con affreschi raffiguranti santi, mentre le navatelle sono coronate da volte a vela, interamente dipinte. La controfacciata accoglie sopra al portale principale una cantoria in legno, su cui è collocato l'organo. La crociera è chiusa superiormente da una volta a vela, decorata a trompe-l'œil come una cupola a finti cassettoni con vetrata centrale raffigurante l'Onnipotente, su quattro pennacchi contenenti medaglioni dipinti con gli evangelisti; i due bracci del transetto sono coperti da volte a botte riccamente affrescate, impostate sulla trabeazione modanata, che prosegue lungo tutto il perimetro dell'aula.
Il presbiterio, lievemente rialzato, è coperto da una volta a botte dipinta; l'ambiente accoglie nel mezzo l'altare maggiore a mensa in legno dipinto, mentre più indietro è collocato l'antico altare in marmi policromi, sormontato da un grande crocifisso; l'abside, coronata dal catino dipinto a spicchi, ospita sul fondo, sopra al coro ligneo, un ampio affresco raffigurante San Pietro in Vincoli.
Altre opere di pregio qui conservate, oltre al suddetto affresco, sono le statue raffiguranti i Santi Antonio di Padova, Rita e Teresa, l'altare minore della Madonna del Rosario, il fonte battesimale e un simulacro con soggetto il Sacro Cuore di Gesù.